# Запорожец, Виктор Константинович
Виктор Константинович Запорожец (род. 23 мая 1947, п. Лесная Волчанка, Карпинский городской совет, Свердловская область, РСФСР, СССР) — советский боксёр, чемпион и призёр чемпионатов СССР, обладатель Кубка Европы 1969 года, участник Олимпийских игр 1968 года в Мехико, мастер спорта СССР международного класса, Заслуженный тренер Украины. Отличник народного образования Украины.

## Биография
В 1957 году семья переехала в Николаев Украинской ССР. В 1962 году увлёкся боксом под руководством О. П. Григорьева. В 1964 году стал работать учеником токаря на заводе «Заря». В 1967 году выполнил норматив мастера спорта СССР и был включён в сборную Украины. Выпускник НГПИ имени В. Г. Белинского 1971 года. Победитель матчевых встреч СССР — США по боксу 1969 и 1971 годов. В 1972 году, проходя службу в армии, стал чемпионом воздушно-десантных войск СССР.
В 1973 году начал тренерскую деятельность. В 1976 стал инициатором строительства новой специализированной детско-юношеской спортивной школы олимпийского резерва (СДЮШОР). В 1978 году — старший тренер юношеской сборной команды Украины. В 1980 году команда под его руководством стала чемпионом всесоюзной спартакиады в Каунасе. В том же году возглавил СДЮШОР № 6.

## Спортивные результаты
- Бокс на летней Спартакиаде народов СССР 1967 года — ;
- Летние Олимпийские игры 1968 года — 9 место;
- Чемпионат СССР по боксу 1969 года — ;
- Чемпионат СССР по боксу 1971 года — ;
- Чемпионат Европы по боксу 1971 года — в четвертьфинале проиграл польскому боксёру Лешеку Блажиньскому;

## Известные воспитанники
- Олег Машкин — чемпион Европы, призёр чемпионата мира, Заслуженный мастер спорта Украины.